# Crysis 2
Crysis 2 är en förstapersonsskjutarespel utvecklat av Crytek och utgivet av Electronic Arts. Spelet släpptes i Nordamerika, Australien och Europa i mars 2011 för Microsoft Windows, Playstation 3 och Xbox 360. Spelet blev officiellt utannonserat den 1 juni 2009.
Spelet är en del av Crysis-spelserien, och är uppföljaren till Crysis från 2007 och expansionen Crysis Warhead från 2008. Berättelsen är skriven av författaren Richard Morgan och en annan science fiction-författare, Peter Watts, skrev en roman baserad på spelet. Det är det första spelet som använder sig av spelmotorn CryEngine 3.
15 oktober 2021 släpptes spelet i nyutgåva med titeln Crysis Remastered 2 till Windows, Playstation 4, Xbox One och Nintendo Switch.

## Kampanj

### Bakgrund
Handlingen i Crysis 2 äger rum år 2023, tre år efter händelserna i det första spelet. Spelet utspelar sig i ett totalförstört New York, som har evakuerats på grund av mystiska utomjordiska angrepp. Spelet börjar med ett nyhetsutdrag om en stor katastrof, ett stort utbrott av det så kallade Manhattan-viruset, en sjukdom som fördelar den smittades celler och som får människor att muteras och sedermera smältas. Panik sprider sig över staden när den utomjordiska rasen Ceph, vilka påminner lite om bläckfiskar (vilka ligger bakom händelserna i Crysis), intar staden och sprider kaos och förstörelse på allt som står i dess väg.
På grund av kaoset i New York inråder Manhattan under krigslagar. Det privata militärföretaget Crynet Enforcement and Local Logistics (förkortat "CELL") har anlitats av det amerikanska försvarsdepartementet för att lösa krisen i New York. Under tiden anländer en amerikansk marinkår till staden där de ska hämta professor Nathan Gould, som kan ha viktig information om hur man bekämpar det utomjordiska hotet. En av marinsoldaterna, som kallas för Alcatraz, blir den enda överlevande personen då deras ubåt blir förintad av utomjordingarna. Alcatraz spolas iland på Manhattan och blir räddad av en Delta Force-majoren Laurence "Prophet" Barnes, som också var på uppdrag att rädda Nathan Gould. Alcatraz vaknar sedan upp i ett varuhus, iklädd en cybertronisk stridsdräkt vid namn "Nanosuit 2". Han får syn på Prophets döda kropp och får se en videoinspelning kopplad i dräkten, som berättar att Prophet han blivit smittad av Manhattan-viruset, och ger sin stridsdräkt till Alcatraz för att avsluta sitt uppdrag i hans ställe.
Alcatraz, som nu bär på Prophets stridsdräkt, går på en lång vandring längs New Yorks ödelagda kvarter och slåss mot utomjordingar och även av stadens Cell-soldater, vilka är under befäl av Dominic Lockhart, som sätter Prophet som måltavla då de betraktar honom som ett övermänskligt hot. De har dock inte fått veta om Prophets död, vilket innebär att alla i staden missar att Alcatraz är Prophet och tror att Prophet fortfarande lever. Överallt i staden stöter Alcatraz på nya faror som hotar hans liv, men med hjälp från allierade soldater och vissa mystiska personer ska Alcatraz ta sig förbi alla hinder och rensa New York från det utomjordiska hotet.

### Karaktärer
- Alcatraz - spelets huvudperson. Han är en amerikansk marinsoldat som strandades på Manhattan efter att hans ubåt förstördes i Hudsonfloden och många av hans marinkollegor dödades av Ceph. Efter att ha blivit räddad av Prophet ärver Alcatraz hans Nanosuit 2 då han får veta att Prophet begick självmord.
- Laurance "Prophet" Barnes - spelad av James Vincent Meredith, en major som tidigare var ledaren av Raptor Team, en insatsstyrka som spelade en viktig roll i berättelsen i Crysis. Han är nu en efterlyst man som tar hjälp av Nathan Gould för att bekämpa det utomjordiska hotet. När han drabbas av Manhattan-viruset blir han tvungen att begå självmord, men inte förrän han ger sin stridsdräkt till Alcatraz.
- Nathan Gould  - spelad av Paul Birchard, är en amerikansk biologiprofessor och forskare inom nanoteknologi. Han var tidigare anställd hos Crynet Systems, företaget som tillverkade Nanosuit-stridsdräkterna. Han har under en lång tid bistått Prophet i striden mot Ceph. När han får veta om Alcatraz förklädnad och om Prophets självmord beslutar han att hjälpa Alcatraz och avsluta Prophets uppdrag.
- Jacob Hargreave - spelad av Alister Cameron, är en mystisk person som Alcatraz får kontakt med under spelet. Han är ett 127 år gammalt supergeni och grundaren av Crynet Systems. Han har stora kunskaper om utomjordingarnas ursprung och mål. Han hyser ett stort hat mot Ceph, och som beslutar att hjälpa Alcatraz att besegra dem.
- Tara Strickland - spelad av Amanda Tapping, är en löjtnant och en tidigare soldat inom Navy SEAL. Hon jobbar för Dominic Lockhart och som vill tillfångata Alcatraz, vilket Lockhart inte tillåter då han vill se honom död. Hon avslöjar sig senare vara en hemlig CIA-agent som senare bistår Alcatraz.
- Dominic H. Lockhart - spelad av Ruben Crow, är befälhavaren för det privata militärföretaget Cell och huvudskurken i spelet. Hans stora mål är att döda Alcatraz, som han misstar sig vara Prophet, och ta hans Nanosuit-dräkt för sina egna syften.
- Sherman Barclay - en amerikansk överste som är befälhavaren för New Yorks försvarsstyrkor. Hans roll i spelet är att evakuera stadens få överlevande invånare och föra dem bort från New York.
- Chino - spelad av Joey Ansah, är en medlem i Alcatraz maringrupp. De flesta av deras grupp dödades när deras ubåt förstördes av Ceph i Hudsonfloden. Han är en nära vän till Alcatraz och som hjälper honom under delar av spelet.

### Handling
Den amerikanske elitsoldaten "Alcatraz" befinner sig på en amerikansk militärubåt på väg in i New Yorks hamn för att där släppa av den elitstyrka som Alcatraz tillhör. Styrkan har fått i uppdrag att på plats kontakta den "Nanosuit"-utrustade kommandosoldaten "Prophet", från de tidigare spelen. Ubåten attackeras dock innan den hinner fram och Alcatraz måste fly. Efter att ha tagit sig ut attackeras de överlevande av något okänd föremål (som senare visar sig tillhöra den utomjordiska arten "Ceph") och Alcatraz dras ner under vattnet och svimmar. Han väcks plötsligt av Prophet, som släpar upp honom ur vattnet och klär på honom sin "Nanosuit". Han meddelar att han själv har infekterats av Ceph-sporer och att Alcatraz nu ensam måste slutföra Prophets uppdrag, varpå Prophet begår självmord genom att skjuta sig själv i huvudet. Alcatraz får därefter genom dräktens radio kontakt med Dr. Gould, som tror att Alcatraz är Prophet. Gould uppmanar Alcatraz att ta sig till hans laboratorium. På väg dit kommer Alcatraz i kontakt med ett antal CELL-styrkor, vilka också tror att han är Prophet då han bär på dennes Nanosuit. De visar sig vara på jakt efter Prophet och Alcatraz tvingas oskadliggöra dem. Alcatraz får därefter bevittna hur ett antal CELL-helikoptrar skjuter ner en utomjordisk stridsfarkost nära hans position. Gould uppmanar Alcatraz att bege sig till nedslagsplatsen och där söka efter eventuella utomjordiska vävnadsprover som han hoppas kunna använda till att bekämpa utomjordingarnas sporer. Alcatraz hittar inget av värde i den nedskjutna farkosten, utan blir istället angripen av en Ceph-soldat. Alcatraz dödar denne och lyckas samla ett vävnadsprov (vid namn Nano Catalyst) från dennes kropp, vilket får programvara i hans Nanosuits "deep-layer" att reagera.
Alcatraz träffar sedan Nathan Gould, som från början reagerar fientligt mot Alcatraz när han upptäcker att det inte är Prophet som har på sig Nanosuiten. När Nanosuiten börjar spela upp Prophets sista videomeddelande blir han bestört men lugnar sig sedan. Han berättar för Alcatraz att när hans Nanosuit absorberade vävnadsproven har dess "deep-layer" påbörjat någon okänd rutin för bearbetning av vävnadsprovet som måste undersökas ytterligare. Gould tror att det som Nanosuiten håller på att bearbeta kan innehålla en lösning till hur man kan bota Manhattan-viruset och kanske även i förlängningen ett vapen att bekämpa Ceph-soldaterna med. Gould och Alcatraz beslutar sig för att undersöka Nanosuiten närmare i terminalen som finns i CryNet-basen på Wall Street. Deras möte avbryts abrupt när de råkar ut för ett bakhåll av en CELL-styrka under befäl av Dominic Lockhart, assisterad av löjtnant Tara Strickland. De lyckas fly och ta sig till CryNet-basen, där de påbörjar en full undersökning av Nanosuiten i basens terminal. De blir dock avbrutna av Lockhart, som tillfångatar dem och avaktiverar Nanosuiten. Under fångenskapen blir de angripna av Ceph-soldater och en mystisk spira skjuter plötsligt upp ur marken och börjar spruta ut utomjordiska sporer som omedelbart dödar CELL-styrkorna i hela området. Alcatraz överlever tack vare sin Nanosuit, men blir strandsatt på marken eftersom Nanosuiten har fått en felfunktion orsakat av sporerna. Efter en stund startas dock Nanosuiten om via fjärrkontroll av den före detta CryNet-grundaren Jacob Hargreaves. När Alcatraz vaknar upp upptäcker han ett Ceph har påbörjat en fullskalig invasion av New York. Under Hargreaves ledning infiltrerar Alcatraz utomjordingarnas nyvunna territorium och når en av de mystiska spiror som skjutit upp ur marken. Alcatraz testar om hans Nanosuit kan samverka med utomjordingarnas teknologi genom att koppla in sig i en av spirorna. Experimentet misslyckas då hans Nanosuit ännu inte är tillräckligt kraftfull för att samverka med Ceph-teknologin fullt ut. Alcatraz sveps därefter bort av en stor våg som orsakats av att Pentagon givit order om att bomba stadens översvämningsskydd i hopp om att dränka utomjordingarna, trots Hargreaves invändningar.
Alcatraz blir senare hittad i Madison Square Park av en trupp amerikanska marinsoldater under ledning av Chino, en av Alcatrazs stridskamrater som överlevde förstörelsen av ubåten i början av handlingen. Marinsoldaterna ber om hans hjälp för att evakuera New Yorks överlevande invånare till Grand Central Terminal, som utsetts till primär evakueringsplats. Hargreave kontaktar Alcatraz och förklarar att hans Nanosuit fortfarande håller på att analysera och bearbeta det utomjordiska vävnadsprovet som Alcatraz tog från den döde Ceph-soldaten. Nanosuiten håller på att skapa en kod för att fullt ut kunna förbinda sig och kommunicera med utomjordingarnas teknologi. Han ber Alcatraz och hans stridskamrater att ta en omväg till Hargreave-Rasch building, som är Hargreaves-Rasch Biotechnologies huvudbyggnad för Nanoforskning, beläget på Manhattan. Där kan Alcatraz finna en stabilisator som kan påskynda hans Nanosuits analysprocess. Väl där försöker dock ett antal CELL-soldater under befäl av Lockhart återigen att ta kål på Alcatraz. Under stridens gång blir hela byggnaden totalförstörd av ett utomjordiskt stridsfordon, en så alladk ”Pinger”. Byggnaden, som delvis ligger under vatten, översköljs av en flodvåg som spolar bort Alcatraz. Han besegrar de anfallande Ceph-soldaterna och blir återigen kontaktad av Hargreave som ber honom att omgruppera med marinsoldaterna i Grand Central Station och där hjälpa till med evakueringen. På väg till Grand Central Station får Alcatraz avvärja en stor stryka av Ceph-soldater som är på väg mot stationen. Under stridens gång sprängs en hel skyskrapa för att fördröja Cephs framryckning. När Alcatraz slutligen når stationen återförenas han med Nathan Gould och träffar även överste Sherman Barclay, befälhavare för evakueringen av staden. Barclay beordrar Alcatraz att försvara Grand Central Station när stationen blir anfallen av Ceph-styrkor.
För att påskynda den ännu ofullbordade evakueringen av staden får Alcatraz i uppdrag att ta sig till den sekundära evakueringsplatsen som ligger på Times Square, där en av Cephs spiror nu har rest sig ur marken. Denna gång har Nanosuiten dock hunnit avsluta bearbetningen av de utomjordiska sporerna och Alcatraz lyckas ta sig in i spiran där Nanosuiten börjar omprogrammera Cephs sporer så att de istället börjar ta död på Ceph-soldater. När evakueringen av Times Square fullbordats uppmanar Hargreave att Alcatraz ska ta sig till Roosevelt Island, där han ska infiltrera CryNets huvudkontor, The Prism, där Hargreaves befinner sig. Efter ytterligare ett misslyckat försök av Lockharts styrkor att tillfångata och döda Alcatraz, ger Hargreave Alcatraz order att döda Lockhart och göra ett slut på hans ingripanden en gång för alla. Alcatraz lyckas döda Lockhart, men när han tar sig in i byggnaden blir han förråd och tillfångatagen av Hargreave, som själv vill bära Prophets Nanosuit så att han personligen kan besegra Ceph. Hargreaves män försöker att ta av Alcatrazs Nanosuit, men dräkten stöter bort deras penetreringsförsök eftersom den nu har assimilerats med Alcatrazs kropp. Dräktens "deep-layer" börjar kommunicera med Alcatrazs medvetande och visar denne Prophets minnen om hans sista strid med Hargreave, vilket resulterade i att han blev efterlyst och jagad av CELL.
Alcatraz blir räddad av Tara Strickland, som avslöjar att hon hela tiden varit infiltratör av Hargreaves-Rasch Biotechnologies åt CIA och det var hon som skickade den ursprungliga ordern om att Alcatraz och hans maringrupp skulle till New York för att möta Prophet. Strickland uppmanar Alcatraz att tillfångata Hargreave, men när Alcatraz tar sig in i Hargreaves privata kontor upptäcker han att Hargreave i själva verket har befunnit sig i ett vegetativt tillstånd i en stasis-kammare över 50 år. Hargreaves medvetande har kunnat kommunicera med omvärlden eftersom det interagerats i Hargreaves-Rasch Biotechnologies huvuddator. Efter att ha avslöjat denna hemlighet för Alcatraz meddelar Hargreave att han nu ger upp sina försök att själv komma över Prophets Nanosuit och han ger Alcatraz en sista gåva, ”The Tunguska Iteration", som han säger är ”The key of all gates” till Prophets Nanosuit. Hargreave aktiverar en självförstörelsemekanism för Roosevelt Island-komplexet och uppmanar de återstående Cell-styrkorna att ta sig från ön och bistå Alcatraz i kampen mot av Ceph-invasionen. Alcatraz lyckas undgå den stora explosionen som förstör komplexet och tar sig till Queensboro Bridge där han återförenas med Gould, Strickland och Chino. De informeras av överste Barclay att Pentagon i ett desperat försök att stoppa Ceph-invasionen och förhindra spridningen av Manhattan-viruset, nu har beslutat att bomba Manhattan med kärnvapen. Barclay hävdar att bombningen kan undvikas, men bara om Alcatraz kan lyckas stoppa Ceph inom tjugo minuter.
Medan Alcatraz och hans kamrater tar sig genom staden mot Cephs huvudbas reser sig ett kolossalt utomjordiskt rymdskepp från marken, som hela tiden har legat gömt under Central Park och det lyfter med sig en stor del av parken upp i luften. Med hjälp av Gould, Strickland och Barclay infiltrerar Alcatraz den nu i luften flytande delen av Central Park och lyckas ta sig till utomjordingarnas "huvudspira", som fungerar som spridningspunkt för utomjordingarnas biologiska sporvapen. Alcatraz tar sig in i spiran och hans Nanosuit, nu integrerad med Hargreaves ”Tunguska Iteration”, lyckas omprogrammera spiran till att sprida sporer som skadar Ceph-varelser istället för människor, vilket får till följd att samtliga resterande Ceph-styrkor i New York tillintetgörs. Alcatraz blir medvetslös under processen och får då genom sitt undermedvetna kontakt med Prophet, vars minnen, erfarenheter och personlighet nu fullständigt integreras med honom genom dräkten. Prophet uppger att trots att New York är befriat är deras arbete fortfarande inte fullbordat eftersom Ceph, som tydligen har funnits på jorden sedan förhistorisk tid, har byggt upp konstruktioner över hela världen. Nanosuiten startas återigen om och stadgar att ”assimilationen är slutförd” och Prophets minnen är nu integrerade med Alcatraz. När Alcatraz vaknar håller militären på att gräva upp Central Park. Alcatraz reser sig och kontaktas plötsligt via radion av en man som benämner sig själv som Karl Ernst Rasch. När denne frågar efter hans namn svarar Alcatraz – ”They call me Prophet."

## Gameplay
Crysis 2 innehåller den nya Nanosuit 2-dräkten, som är en uppgraderad version av den ursprungliga Nanosuit-stridsdräkten från Crysis. Den främsta förändringen med Nanosuit 2 är att det finns två väsentliga lägen i stället för fyra. Dessa två lägen kan modifieras och uppgraderas med hjälp av moduler. Nanosuit 2 kan utrustas med passiv kraft och olika taktiska moduler. Modulerna behöver inte någon ytterligare kraft för att fungera och är ständigt aktiverad så fort den är inmonterad. Styrka och snabbhet kan fortfarande användas, men de kan inte nås med en radiell meny som i de ursprungliga Crysis-spelen. De är integrerade i dräktens normala funktioner. När spelaren sprintar med dräkten kommer hastighetsläget i dräkten att aktiveras. När man håller ned hopp-knappen kommer styrkeläget att aktiveras, vilket gör att man hoppar högre.
Spelaren kan samla på sig "Nano Catalyst" från döda utomjordiska kroppar och använda deras teknik på Nanosuit-dräkten. När man har samlat in tillräckligt med Nano Catalyst kan man låsa upp nya specifika Nanosuit-moduler som låser upp nya förmågor.
Nanosuit 2 är dynamisk nog för att snabbt kunna anpassa sig till alla stridssituationer som spelaren måste ta itu med. När spelaren är i strid kommer kraften i dräkten att temporärt inriktas till att öka dräktens rustning eller smygteknik. Var och en av dessa förmågor kan spelaren använda för att besegra sina fiender eller helt enkelt smyga sig förbi dem.
De två väsentliga lägena på dräkten heter Armor Mode och Cloak mode.
- Armor Mode ökar kraftigt Nanosuits skydd, som absorberar gevärskulor och skador under hektiska eldstrider eller få spelaren att kunna hoppa ner från en hög skyskrapa och landa på marken utan livshotande skador. Genom att fokusera Nanosuits kraft på rustningsläget har spelaren förmågan att stärka sin styrka och kan förbättra dräktens stridsmedvetenhet med ytterligare uppgraderingar.
- Cloak Mode genererar ett kamouflageläge som gör att spelaren framstår som helt genomskinlig. Spelaren kommer då att ha förmågan att kunna försvinna från fiender i sin omgivning under en viss tid, eller smyga sig på dem och utföra en smygattack. Cloak mode stängs av när man skjuter med vapen, om man inte har inmonterat en ljuddämpare på sitt vapen.

Det finns dessutom två sekundära lägen på dräkten som heter Power Mode och Tactical Mode.
- Power Mode är ett passivt läge som bara aktiveras när man gör speciella handlingar som kräver kraft, som exempelvis Power Sprinting, Power Melee, Power Jumping samt Power Aiming.
- Tactical Mode är ett avancerat spaningsläge som spelaren kan använda för att observera sin omgivning samt märka viktiga objekt såsom ammunition, vapen och fiender. Detta läge gör att spelaren blir sårbar, men den förbrukar dock ingen kraft.

### Multiplayer
Crysis 2 har ett avancerat flerspelarläge som är bättre än de tidigare spelen i serien. Detta omfattar ett nytt erfarenhetspoängsystem, klassanpassning, 6 olika flerspelarlägen och stöd för bonuspoäng. Det finns 12 kartor som samtliga utspelar sig i New York, 256 unika identitetsbrickor som spelaren kan samla in, 519 skicklighetsbedömningar, 23 uppgraderingsbara moduler och slutligen 50 militära grader som spelaren kan låsa upp. Upp till 16 spelare kan spela samtidigt i en match. Lagen delas upp i samma antal och placeras i grupper, Marines & CELL.
När man avslutar en flerspelarmatch får spelaren erfarenhetspoäng. Med erfarenhetspoäng kan man låsa upp nya och förbättrade vapen och moduler till sin Nanosuit. De erfarenhetspoäng man får är en kombination av spelarens matchpoäng, bonuspoäng och de poäng man tjänar under matchen när spelaren besegrar andra motståndarspelare och slutför olika uppdragsmål.

## Vapen
- AN-M8 HC Smoke Grenade: en rökgranat.
- C4: ett pansarvärnssprängmedel som omedelbart kan förstöra ett fordon.
- DSG-1: ett halvautomatiskt prickskyttegevär som ger stor skada och precision. Den har 6 (+1) skott per magasin.
- Feline: en kulsprutepistol med 60 (+1) skott per magasin med en överlägsen eldhastighet, vilket gör den till ett förödande kortdistansvapen.
- Grendel: en tung automatkarbin som rymmer upp till 24 skott som ger överlägsen precision och skada, men sämre rörlighet och eldhastighet.
- Jackal shotgun: ett halvautomatiskt och automatiskt hagelgevär med 7 (+1) skott per magasin.
- K-Volt: en elektrostatisk kulsprutepistol som ger elektriska stötar när den träffar sitt mål.
- Hammer: en automatpistol med stor skada och upp till 9 (+1) skott per magasin.
- JAW: ett raketgevär med låg vikt kapabel att förinta fordon.
- L-TAG Grenade Launcher, en granatkastare med upp till 6 skott per magasin.
- Majestic, en revolver med stor skada men med endast 6 skott per magasin.
- Marshall Shotgun: ett hagelgevär med pumpmekanism och ett magasin på 10 (+1) skott.
- MK60 Mod 0, en kulspruta som påminner om en M60E4, med upp till 100 skott per magasin.
- M12 Nova: en pistol som gör lite skada och som rymmer upp till 20 (+1) skott per magasin.
- M2014 Gauss: ett kraftfullt elektromagnetiskt antimateriagevär.
- M26A1 Frag Grenade: en handgranat.
- SCAR: en automatkarbin som rymmer upp till 40 skott per magasin och har en bra precision, eldhastighet och ger stor skada på fiender.
- SCARAB: en annan version av SCAR, som ger mindre skada men som har bättre eldhastighet och rörlighet, vilket gör den passande som ett kortdistansvapen.
- X-43 Microwave Incendiary KLYSTRON Emitter: en mycket kraftfull eldkastare som bokstavligen kan koka en människa från insidan.

Man kan dessutom modifiera vapnen i spelet genom att lägga till lasersikte, rödpunktsikte, kikarsikte, holografisk sikte, ljuddämpare, hagelgevär, granatkastare samt ytterligare magasin på dem.

## Systemkrav
Följande systemkrav krävs för att spela Crysis 2 till Microsoft Windows:
- Operativsystem: Windows XP, Windows Vista eller Windows 7 (64 bitar endast för DX11 grafik).
- Processor: Intel Core 2 Duo på 2,4 GHz eller AMD Athlon 64 x2 2 GHz, eller bättre.
- RAM: 2 GB (Vista kräver 3 GB)
- Hårddiskutrymme: 9 GB
- Grafikkort: NVIDIA GeForce 8800 GT 512 MB eller högre, ATI/AMD Radeon HD 3850 512 MB RAM eller högre
- Ljudkort: DirectX 9.0c.
- DirectX 9.
- Handkontroll: Xbox 360-kontroll kompatibel med Microsoft Windows.

## Mottagande
| Mottagande             | Mottagande                             |
| Samlingsbetyg          | Samlingsbetyg                          |
| Tjänst                 | Betyg                                  |
| ---------------------- | -------------------------------------- |
| Gamerankings           | (PC) 86.08% (X360) 85.33% (PS3) 85.31% |
| Metacritic             | (PC) 86/100 (PS3) 85/100 (X360) 84/100 |
| Recensionsbetyg        |                                        |
| Publikation            | Betyg                                  |
| Eurogamer              | 8/10                                   |
| Game Informer          | 9/10                                   |
| Gamespot               | 8.5/10                                 |
| Gamespy                | [ 17 ]                                 |
| Gamesradar             | 8/10                                   |
| Gametrailers           | 9.1/10                                 |
| IGN                    | 9/10                                   |
| Official Xbox Magazine | 9/10                                   |
| Videogamer.com         | 9/10                                   |
| Gamereactor            | 9/10                                   |

Crysis 2 har fått bra betyg, liksom sin föregångare.